# Borstel-Hohenraden
Borstel-Hohenraden – miejscowość i gmina w Niemczech w kraju związkowym Szlezwik-Holsztyn, w powiecie Pinneberg, wchodzi w skład urzędu Pinnau.